# Plutorectis zophopepla
Plutorectis zophopepla är en fjärilsart som beskrevs av Edward Meyrick och Oswald Beltram Lower 1907. Plutorectis zophopepla ingår i släktet Plutorectis och familjen säckspinnare. Inga underarter finns listade i Catalogue of Life.